# Горінчівська сільська рада
| Горінчівська сільська рада — орган місцевого самоврядування у Хустському районі Закарпатської області з адміністративним центром у с. Горінчово. Сільській раді підпорядковані населені пункти: - с. Горінчово - с. Ділок - с. Кутлаш - с. Посіч - с. Сюрюк - с. Монастирець - с. Поточок - с. Тополин - с. Медвежий - с. Березово - с. Гонцош - с. Ряпідь - с. Облаз - с. Нижній Бистрий - с. Противень - с. Широкий |

## Склад ради
Рада складається з 22 депутатів, голови ОТГ та трьох старостинств.

## Керівний склад сільської ради
| ПІБ                        | Основні відомості                                                 | Дата обрання | Дата звільнення |
| -------------------------- | ----------------------------------------------------------------- | ------------ | --------------- |
| Конопацька Олена Іванівна  | Сільський голова, 1958 року народження, освіта, позапартійна      | 26.03.2006   | 31.10.2010      |
| Конопацька Олена Іванівна  | Сільський голова, 1958 року народження, освіта вища, позапартійна | 31.10.2010   | 25.10.2015      |
| Григанич Михайло Іванович  | Сільський голова, 1977 року народження, освіта вища               | 25.10.2015   | 25.10.2020      |
| Калинич Михайло Михайлович | Голова ОТГ, 1989 року народження, освіта вища                     | 25.10.2020   | теп. час        |

Примітка: таблиця складена за даними джерела